# Макарівський район
Мака́рівський райо́н — колишній район у Київській області України, розташований у західній частині області. Адміністративний центр району — селище міського типу Макарів.
Населення становило 37 747 осіб (на 1 жовтня 2013). Площа району становила 1400 км², 37 тис. га з якої складали ліси. Утворений 1923 року, ліквідований 2020-го.

## Символіка
Герб та прапор Макарівського району затверджені 10 квітня 2003 р. рішенням № 89 VII сесії Макарівської районної ради XXIV скликання. Автори проекту — історик В. Обухівський та художник А. Марчук.

## Географія
Територія району належала до зони українського Полісся. Ґрунти піщані, супіщані та суглинкові, на заболочених ділянках — торф'яні. Клімат м'який, помірний. На території району є корисні копалини: торф, будівельний пісок, граніт, карбонатна сировина, цегляно-черепична глина.

## Історія Макарівщини
У часи Київської Русі на території колишнього Макарівського району були споруджені славетні Змієві вали, які охороняли територію Києва від набігів кочовиків. Їхні залишки збереглися досі в 9 селах району. У 1804 році Макарів стає волосним центром Київського повіту, в який входили 2 містечка, 10 сіл, 12 невеликих поселень, 15 хуторів, 4 німецькі колонії.
13 — 14 листопада 1921 р. під час Листопадового рейду через Комарівку проліг шлях Волинської групи (командувач — Юрій Тютюнник) Армії Української Народної Республіки.
19 — 20 листопада 1921 р. через Забуяння та Комарівку, вертаючись з Листопадового рейду, проходила Подільська група (командувач Сергій Чорний) Армії Української Народної Республіки.

## Історія району
У 1959 р. до Макарівського району приєднаний Бишівський район.
30.12.1962 населені пункти колишнього Бишівського району було передано в Фастівський район.
05.02.1965 Указом Президії Верховної Ради Української РСР передано Мар'янівську сільраду Фастівського району до складу Макарівського району.
12.12.1966 населені пункти колишнього Бишівського району було повернуто до Макарівського, після чого він набув меж, які зберігалися до ліквідації району в 2020 році.

## Адміністративний устрій
Адміністративно-територіально район поділявся на 2 селищні ради та 36 сільських рад, які об'єднували 69 населених пунктів і були підпорядковані Макарівській районній раді. Адміністративний центр — смт Макарів.

## Інфраструктура
Важливе значення для економіки району мала автомобільна траса E40М06 (Київ—Чоп), що ділила Макарівський район на північну і південну частини. Загалом на території Макарівського району були розташовані 10 підприємств[джерело?].

## Населення
Розподіл населення за віком та статтю (2001):
| Стать | Всього | До 15 років | 15-24 | 25-44 | 45-64 | 65-85 | Понад 85 |
| --- | ------ | ----------- | ----- | ----- | ----- | ----- | -------- |
| Чоловіки | 22 102 | 4164        | 3100  | 6247  | 5511  | 2948  | 132      |
| Жінки | 26 332 | 3951        | 2900  | 6103  | 6475  | 6218  | 685      |
| \| Статево-вікова піраміда \| Статево-вікова піраміда \| Статево-вікова піраміда \| \| ----------------------- \| ----------------------- \| ----------------------- \| \| Чоловіки \| Вік \| Жінки \| \| 132 \| 85 + \| 685 \| \| 205 \| 80-84 \| 887 \| \| 663 \| 75-79 \| 1792 \| \| 1072 \| 70-74 \| 2045 \| \| 1008 \| 65-69 \| 1494 \| \| 1650 \| 60-64 \| 2489 \| \| 965 \| 55-59 \| 1151 \| \| 1287 \| 50-54 \| 1313 \| \| 1609 \| 45-49 \| 1522 \| \| 1768 \| 40-44 \| 1683 \| \| 1664 \| 35-39 \| 1678 \| \| 1425 \| 30-34 \| 1403 \| \| 1390 \| 25-29 \| 1339 \| \| 1387 \| 20-24 \| 1319 \| \| 1713 \| 15-20 \| 1581 \| \| 1838 \| 10-14 \| 1788 \| \| 1332 \| 5-9 \| 1274 \| \| 994 \| 0-4 \| 889 \| |        |             |       |       |       |       |          |
| Статево-вікова піраміда |        |             |       |       |       |       |          |
| Чоловіки | Вік    | Жінки       |       |       |       |       |          |
| 132 | 85 +   | 685         |       |       |       |       |          |
| 205 | 80-84  | 887         |       |       |       |       |          |
| 663 | 75-79  | 1792        |       |       |       |       |          |
| 1072 | 70-74  | 2045        |       |       |       |       |          |
| 1008 | 65-69  | 1494        |       |       |       |       |          |
| 1650 | 60-64  | 2489        |       |       |       |       |          |
| 965 | 55-59  | 1151        |       |       |       |       |          |
| 1287 | 50-54  | 1313        |       |       |       |       |          |
| 1609 | 45-49  | 1522        |       |       |       |       |          |
| 1768 | 40-44  | 1683        |       |       |       |       |          |
| 1664 | 35-39  | 1678        |       |       |       |       |          |
| 1425 | 30-34  | 1403        |       |       |       |       |          |
| 1390 | 25-29  | 1339        |       |       |       |       |          |
| 1387 | 20-24  | 1319        |       |       |       |       |          |
| 1713 | 15-20  | 1581        |       |       |       |       |          |
| 1838 | 10-14  | 1788        |       |       |       |       |          |
| 1332 | 5-9    | 1274        |       |       |       |       |          |
| 994 | 0-4    | 889         |       |       |       |       |          |

Національний склад населення за даними перепису 2001 року:
| Національність | Кількість осіб | Відсоток |
| -------------- | -------------- | -------- |
| українці       | 46041          | 95,05 %  |
| росіяни        | 1725           | 3,56 %   |
| білоруси       | 204            | 0,42 %   |
| поляки         | 148            | 0,31 %   |
| вірмени        | 77             | 0,16 %   |
| інші           | 243            | 0,50 %   |

Мовний склад населення за даними перепису 2001 року:
| Мова            | Кількість осіб | Відсоток |
| --------------- | -------------- | -------- |
| українська      | 46351          | 95,69 %  |
| російська       | 1853           | 3,83 %   |
| білоруська      | 91             | 0,19 %   |
| вірменська      | 52             | 0,11 %   |
| азербайджанська | 13             | 0,03 %   |
| інші            | 78             | 0,16 %   |

Населення становило 37 747 осіб (на 1 жовтня 2013). Населення — 44 тис. (на 2004 рік).

## Екскурсійні об'єкти
- Будинок Барона фон Мекка (с. Копилів)
- Змієві вали
- Краєзнавчий музей (смт Макарів)
- Страусова ферма (с. Ясногородка)

## Персоналії
- Безугленко Анатолій Іванович — композитор, заслужений діяч мистецтв України, член Ліги українських композиторів та Асоціації діячів естрадного мистецтва, дипломант літературно-мистецької премії ім. Дмитра Луценка «Осіннє золото», народився в селі Зурівка.
- Димитрій (Туптало) (Димитрій Ростовський), духовний діяч XVII — XVIII ст., автор книги «Житіє святих», канонізований православною церквою.
- А. Паламаренко, Народний артист України, лауреат Державної премії України імені Т. Г. Шевченка.
- Й. Ремезовський, вчений.
- М. Козицький, вчений.
- І. Карпович, вчений.

Герої Радянського Союзу:
- Кучеренко Іван Хомович із села Новосілки.
- Новик Микола Петрович із села Гавронщина.
- Петриченко Андрій Архипович із села Андріївка.
- Попович Володимир Трохимович із села Соснівка.